# Agathactis
Agathactis là một chi bướm đêm thuộc họ Gelechiidae.